# Казальчипрано
Казальчипрано (итал. Casalciprano) —  коммуна в Италии, располагается в регионе Молизе, в провинции Кампобассо.
Население составляет 635 человек (2008 г.), плотность населения составляет 35 чел./км². Занимает площадь 19 км². Почтовый индекс — 86010. Телефонный код — 0874.
Покровителем коммуны почитается святой Христинциан, празднование 13 мая.

## Демография
Динамика населения:

## Администрация коммуны
- Официальный сайт: http://www.comune.casalciprano.cb.it/